# Els miralls de Dylan
Els miralls de Dylan va ser un duet musical català integrat per Jordi Batiste i Gerard Quintana, juntament amb alguns músics acompanyants, que versionava en català cançons de Bob Dylan. Van col·laborar amb Pascal Comelade, i van editar dos treballs discogràfics i un recopilatori: Van estar en actiu com a grup entre 1997 i 2001, tot i que més endavant van fer dos retorns puntuals el 2012 i el 2025.

## Trajectòria
La formació va néixer el 1997 com un encàrrec puntual que Pere Camps, alma mater del festival Barnasants, va fer al cantautor Jordi Batiste i al líder de Sopa de Cabra, Gerard Quintana. Es tractava de versionar en català cançons de Bob Dylan i només havia de durar una nit. Però el projecte va tenir molt bona acollida i va anar tenint continuïtat.
A part de Quintana i Batiste, la formació es va consolidar amb Francesc Bertran “Pelut” a la guitarra i Simone Lambregts al violí a i a la mandolina, encara que en alguns moments també hi van participar Manel Vega i Amadeu Casas. Al repertori habitual de la banda, no hi va faltar mai la seminal versió de Tombsotone Blues que Els 3 Tambors dels joves germans Batiste ja havien versionat el 1964 tot fent-hi encaixar els versos del poema Romanço del fill de la vídua de Pere Quart.
Van publicar un primer disc el 1998, que recollia les gravacions de les primeres actuacions en directe, en què versionaven temes com Like a rolling stone (Com una pedra del camí ) que Batiste ja havia versionat al disc Rocky Muntanyola de 1980, o Girl from North Country (La noia del país del nord) i The Times They Are A-Changin’ (El temps està canviant), ambdues traduïdes per Albert Batiste en l'època del Grup de Folk. I també hi van introduir noves traduccions i adaptacions. Com que van anar sortint bolos, al cap de dos anys va arribar una segona entrega, Sense reina ni as (2000), aquesta vegada com a disc d’estudi.
Durant els anys que va estar en actiu, el duet va fer nombroses actuacions a tot Catalunya.
El 2012, amb motiu del cinquantè aniversari del primer disc de Dylan, la discogràfica Música Global va publicar un CD recopilatori titulat Forever Young i el duet va oferir una nova tanda d’actuacions. Al festival Strenes de Girona d’aquell any van actuar juntament amb Pascal Comelade.
El 25 d’abril de 2025, els Miralls de Dylan va fer un retorn puntual als escenaris amb una única actuació al Centre Artesà Tradicionàrius dins del festival Barnasants, en què no van tancar la porta a tornar més endavant.

## Discografia
| Any  | Títol                | Discogràfica  |
| ---- | -------------------- | ------------- |
| 1998 | Els miralls de Dylan | Música Gobal  |
| 2000 | Sense Reina ni as    | Música Global |
| 2012 | Forever young        | Música Global |